# Celonites semenovi
Celonites semenovi är en stekelart som beskrevs av Kostylev 1935. Celonites semenovi ingår i släktet Celonites och familjen Masaridae. Inga underarter finns listade.